# Picher (Oklahoma)
Picher è una città fantasma ed ex comune della contea di Ottawa, Oklahoma, Stati Uniti. Era un importante centro nazionale per l'estrazione di piombo e zinco nel cuore del distretto minerario dei tre stati.
Più di un secolo di scavi sotterranei senza limiti ha pericolosamente minato la maggior parte degli edifici della città di Picher e lasciato cumuli giganteschi di scorie minerarie contaminate da metalli tossici (chiamate "chat") in tutta l'area. La scoperta dei rischi di spaccatura, la contaminazione delle falde acquifere e gli effetti sulla salute associati ai mucchi di "chat" e agli alberi del sottosuolo hanno portato il sito a essere incluso nel 1980 nel Tar Creek Superfund Site della US Environmental Protection Agency. Lo stato ha collaborato a misure di mitigazione e bonifica, ma uno studio del 1996 ha rilevato che il 34% dei bambini di Picher soffriva di avvelenamento da piombo a causa di questi effetti ambientali, che potevano portare a problemi neurologici per tutta la vita. Alla fine l'EPA e lo stato dell'Oklahoma accettarono l'evacuazione obbligatoria e l'acquisto dell'intero sito della città. Le città satellite contaminate allo stesso modo di Treece, Kansas, e Cardin, Oklahoma, sono state incluse nel sito di Tar Creek Superfund.
Uno studio del 2006 dello Army Corps of Engineers ha dimostrato che l'86% degli edifici di Picher (compresa la scuola cittadina) sono stati gravemente indeboliti e soggetti a crollo in qualsiasi momento. La distruzione di 150 abitazioni da un tornado EF4 nel maggio 2008 ha accelerato l'esodo. Il 1º settembre 2009, lo stato dell'Oklahoma ha ufficialmente disincorporato la città di Picher, che ha cessato le operazioni ufficiali quel giorno. La popolazione è scesa da 1.640 abitanti al censimento del 2000 a 20 abitanti al censimento del 2010. A partire da gennaio 2011, rimangono solo sei case e un'impresa, i loro proprietari si sono rifiutati di andarsene a qualsiasi prezzo. Tranne per alcune strutture storiche, il resto degli edifici della città sono stati demoliti entro la fine dell'anno. Uno degli ultimi edifici, che aveva ospitato l'ex museo minerario di Picher, è stato distrutto da un incendio doloso nell'aprile 2015 (i suoi archivi storici e manufatti erano già stati spediti altrove).
Picher è tra un piccolo numero di località nel mondo (come Gilman, Colorado, Centralia, Pennsylvania, e Wittenoom, Australia) a essere state evacuate e dichiarate inabitabili per i danni ambientali causati dalle miniere.
Le città più vicine a Picher sono Commerce, Quapaw (la sede della riserva) e Miami, Oklahoma.